# Bocelli (álbum)
Bocelli es el segundo álbum de estudio del tenor italiano Andrea Bocelli, lanzado en 1995 bajo las discográfica PolyGram. El disco obtuvo un mejor rendimiento comercial que el disco anterior del tenor: Il Mare Calmo della Sera. 
Bocelli se convirtió en uno de los proyectos musicales más vendidos en Alemania logrando obtener cuatro discos de platino en dicho país.

## Lista de canciones
| Bocelli |                       |          |  |
| N.º     | Título                | Duración |  |
| 1.      | «Con te partirò»      | 4:09     |  |
| 2.      | «Per Amore»           | 4:41     |  |
| 3.      | «Macchine Da Guerra»  | 4:08     |  |
| 4.      | «E Chiove»            | 4:21     |  |
| 5.      | «Romanza»             | 3:41     |  |
| 6.      | «The Power of Love»   | 5:21     |  |
| 7.      | «Vivo Per Lei»        | 4:23     |  |
| 8.      | «Le Tue Parole»       | 3:57     |  |
| 9.      | «Sempre Sempre»       | 4:18     |  |
| 10.     | «Voglio Restare Così» | 3:51     |  |

## Posiciones
| Lista                           | Posición más alta |
| ------------------------------- | ----------------- |
| Alemania (Media Control Charts) | 1                 |
| Austria (IFPI)                  | 1                 |
| Bégica - Flandes (Ultratop 50)  | 1                 |
| Bélgica - Valonia (Ultratop 40) | 1                 |
| Países Bajos (Dutch Top 40)     | 1                 |
| Suiza (Swiss Music Charts)      | 1                 |

## Certificaciones
| País                | Certificación |
| ------------------- | ------------- |
| Alemania (BVMI)     | 4x Platino    |
| Austria (IFPI)      | Platino       |
| Países Bajos (NVPI) | 2x Platino    |
| Suiza (IFPI)        | 4x Platino    |